# Historia Iraku
Niniejszy artykuł opisuje dzieje ziemi irackiej od pojawienia się tam pierwszych ludzi w epoce kamienia, aż do czasów obecnych.
Historia Iraku w ścisłym tego wyrażenia znaczeniu rozpoczęła się w 1. poł. VII w.n.e. – wtedy to właśnie arabscy zdobywcy nadali owej ziemi tę nazwę: „Irak”. Spośród nazw wcześniejszych najlepiej znaną i najczęściej stosowaną jest „Mezopotamia” (grec. Μεσοποταμία czyli „Międzyrzecze”). Wynika to z faktu, iż odnosi się ona do krainy geograficznej, co nadaje jej charakter ponadczasowo uniwersalny (można ją stosować w odniesieniu do każdej epoki). Inne natomiast nazwy, takie jak Sumer (najstarsza znana dziś nazwa odnosząca się do tamtego regionu), Babilonia, czy wreszcie Irak są określeniami konkretnych jednostek polityczno-administracyjnych (państw, prowincji), co ogranicza zakres ich prawidłowego stosowania do wypowiedzi tyczących się konkretnej epoki, kiedy to istniało określone państwo lub prowincja.
Niepodległe państwo irackie powstało formalnie w roku 1932.

## Epoka przedarabska

### Prehistoria
W okresie prehistorycznym przez ziemie dzisiejszego Iraku przeszła fala migracyjna kromaniończyków (łac. Homo sapiens fossilis) zmierzających ku subkontynentowi indyjskiemu i wschodniej Azji. Później, ok. 36 tys. lat temu, na terenie dzisiejszego Iraku i Iranu pojawiła się kultura baradosteńska górnego paleolitu. Ok. 18 tys. lat temu nastąpiła zmiana na kulturę zarzyjską, a ok. 9000 r.p.n.e. na północnym wschodzie dzisiejszego Iraku pojawia się kultura Zawi Szemi Szanidar. Na ziemiach Iraku neolit przedceramiczny nastąpił ok. 8000 r.p.n.e. (kultura Dżarmo). Ok. 6000 r.p.n.e. w środkowym Iraku pojawiła się neolityczna kultura Hassuna. Prawie jednocześnie z nią istniała również kultura Samarra, która pod koniec 5 tysiąclecia p.n.e. przeszła w kulturę Ubajd, rozpościerającą się daleko poza ziemiami Iraku na obszarze południowej Anatolii. Kultura Ubajd konkurowała z kulturą Halaf i ostatecznie doprowadziła do jej zniszczenia.

### Starożytność
Obszar między Eufratem a Tygrysem, zwany od starożytności Mezopotamią (gr. Μεσοποταμία czyli międzyrzecze), był kolebką najstarszych cywilizacji, które zaczęły tam powstawać już w 3500 r.p.n.e. Istniały tam następujące państwa: Sumer, Akad (pierwsze wielkie państwo na tym terenie, utworzone ok. 2300 r.p.n.e. przez Sargona), Asyria, Babilonia (państwo starobabilońskie, kasyckie państwo średniobabilońskie i państwo nowobabilońskie zwane też Chaldeą) oraz pomniejsze państwa-miasta.
W roku 538 p.n.e. ziemie te zdobyli Persowie pod wodzą Cyrusa II Wielkiego, który rozgromił Chaldejczyków i włączył Mezopotamię do państwa Achemenidów. Panowanie Achemenidów trwało do podbicia Persji przez Aleksandra Wielkiego w IV w.p.n.e. Po rozpadzie jego imperium Mezopotamia stała się częścią państwa Seleucydów.
W 115 r.n.e. Mezopotamię podbił cesarz Trajan i stała się ona prowincją Cesarstwa Rzymskiego, ale w 227 nowa perska dynastia Sasanidów ją odzyskała.

## Epoka arabska

### Średniowiecze

#### Epoka wczesnoarabska

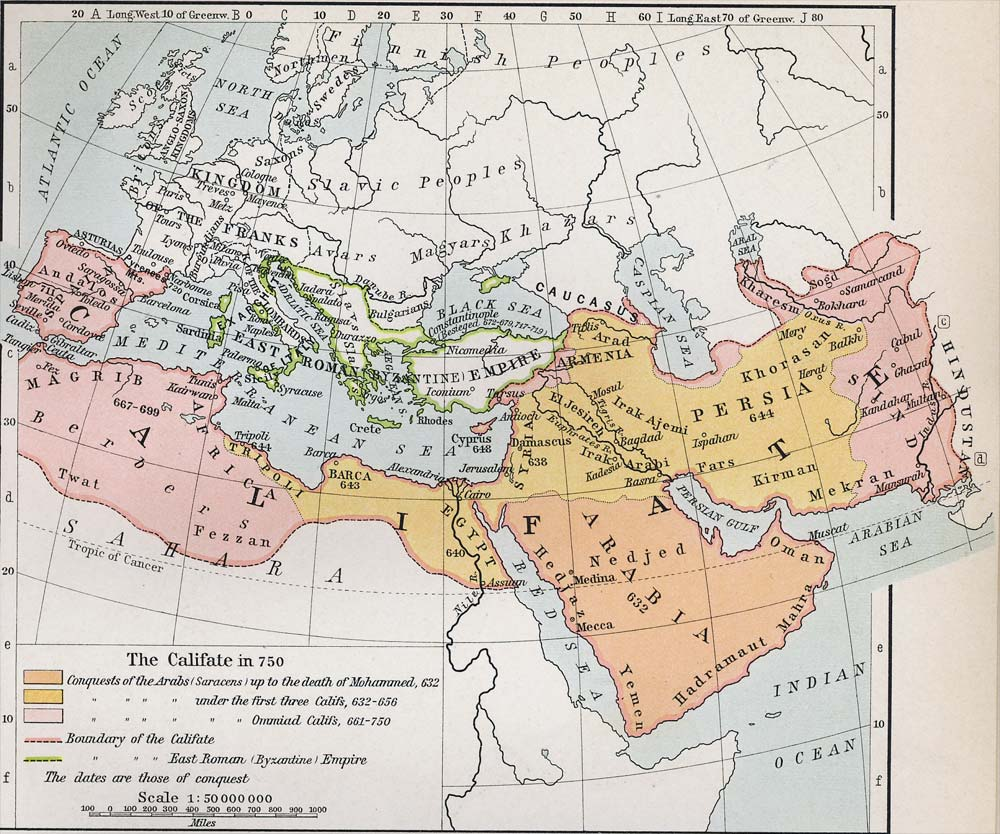
Podboje arabskie

W roku 635 państwo Sasanidów najechali Arabowie, którzy ostatecznie zdobyli Mezopotamię w wyniku bitwy pod Kadeszem w roku 636. Zwycięzcy nadali tej ziemi nazwę Irak i (w latach 40. VII w.) nawrócili na islam większość jej mieszkańców, którzy dotychczas byli chrześcijanami. Po śmierci proroka Mahometa wybuchły ostre walki o tron kalifa. Od 656 do 661 kalifem był jego bliski krewny Ali. W 661 władzę nad kalifatem arabskim przejęła dynastia Umajjadów, którzy przenieśli stolicę z Medyny do Damaszku, w wyniku czego w islamie nastąpił okres długotrwałego rozpadu. Mieszkańcy Iraku jako poddani Alego wyznawali szyizm. Po dojściu do władzy Umajjadów rozpoczęło się krzewienie sunnizmu. Konflikt między szyitami a Umajjadami stał się jedną z przyczyn dojścia do władzy w 750 dynastii Abbasydów, którzy założyli Bagdad będący od 762 stolicą Iraku. W latach 750–1258 nastał wielki rozkwit, a Bagdad stał się największym kulturalnym, naukowym i handlowym centrum muzułmańskiego świata.

#### Mongolskie jarzmo
W roku 1258 nastąpił regres spowodowany najazdem Mongołów pod wodzą Hulagu-chana, którzy rozgrabili Bagdad i spustoszyli Mezopotamię. Mongolska dynastia Ilchanidów panowała tu do połowy XIV w. Po niej nastała dynastia Dżalajirydów (1339-1410). W 1393 i 1401 Bagdad był niszczony przez wojska Timura Chromego i dwukrotnie przebudowywany. Po Dżalajirydach nastąpiły rządy licznych i często zmieniających się dynastii. Jedną z nich byli Safawidzi, którzy władzę w Iraku objęli w roku 1509 i uczynili szyizm religią państwową.

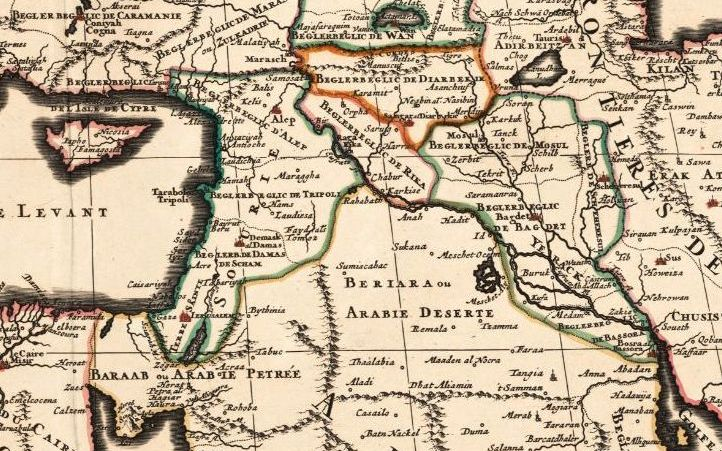
Fragment XVII-wiecznej mapy Turcji obejmujący m.in. prowincję „Yerack”

### Nowożytność (okres turecko-osmański)
Następnie o władzę nad tą ziemią rywalizowali Persowie i Turcy, którzy ostatecznie wygrali w roku 1534. Od tej pory, przez prawie 400 lat aż do początków XX w. Irak był turecką prowincją, w której realną władzę sprawowali namiestnicy, co było spowodowane znacznym oddaleniem Bagdadu od stolicy Imperium Osmańskiego.
Począwszy od XIX w. swoje zainteresowanie tym obszarem zaczynają okazywać państwa zachodnioeuropejskie – Niemcy, Francja i Wielka Brytania.
Pod koniec XIX w. w wyniku reformy administracyjnej rozpoczęły się dążenia na rzecz autonomii Iraku.

### XX wiek

#### Jako kolonia
W 1914 z początkiem I wojny światowej Irak jako część Imperium Osmańskiego stanął po stronie Niemiec. W tym samym roku do południowego Iraku wkroczyły wojska brytyjskie. W 1917 Anglicy zajęli Bagdad i Kirkuk, a w 1918 kontrolowali prawie cały obszar Iraku. Skutkiem wojny był rozpad Imperium osmańskiego, a w kwietniu 1920 roku na konferencji w San Remo Liga Narodów wydała Wielkiej Brytanii mandat na rządzenie Irakiem, co usankcjonowało jego status jako kolonii Brytyjskiej. Brytyjska kolonizacja Iraku doprowadziła do wybuchu narodowowyzwoleńczego powstania w którym ponad 130 tysięcy powstańców dowodzonych przez szyickiego lidera Muhammeda ad-Din asz-Sziraziego starło się z siłami kolonijnymi. Po stłumieniu rebelii władze kolonialne proklamowały w 1921 roku monarchię konstytucyjną, z dwuizbowym parlamentem, pod panowaniem Haszymidów a królem Iraku został obrany Abdullah, jednak funkcję tę objął jego brat Fajsal, który rządził pod brytyjskim protektoratem (w charakterze odszkodowania Abdullahowi powierzono władzę w Jordanii). Faktyczna władza w Iraku należała do urzędników brytyjskich.
Elity brytyjskiego Iraku składały się głównie z sunnitów. W 1930 roku z inicjatywy premiera Nuri as-Sa’ida podpisano traktat brytyjsko-iracki regulujący wzajemnie relacje na okres dwudziestu lat. Na mocy traktatu iracki monarcha przejął kontrolę nad sprawami wewnętrznymi i obronnością kraju. Wielka Brytania zachowała w Iraku swoje bazy wojskowe i zastrzegła sobie prawo do korzystania z infrastruktury militarnej kraju na wypadek wybuchu wojny. Traktat został odrzucony przez irackie społeczeństwo jako niewystarczający. Wpływy brytyjskie umocniły się gdy w 1931 rząd zgodził się na udzielenie brytyjskiej Iraq Petroleum Company wyłącznej koncesji na poszukiwania i eksploatację ropy w Iraku północno-wschodnim. Probrytyjska polityka rządu spowodowała niezadowolenie opozycji skupionej w Partii Bractwa Narodowego powodując stłumione przez rząd i Brytyjczyków zamieszki i strajki. Niezależnie od protestów Bractwa Narodowego trwały wystąpienia kurdyjskie, które również zostały stłumione z pomocą sił kolonialnych. Po upadku wystąpień coraz większe wpływy w opozycji uzyskała Iracka Partia Komunistyczna.

#### Królestwo Iraku
3 października 1932 roku proklamowano formalną niepodległość Królestwa Iraku, które wstąpiło też zaraz do Ligi Narodów. Mimo to Irak wciąż pozostawał zależny od Wielkiej Brytanii. W roku 1933 (zaledwie rok po ogłoszeniu niepodległości) zmarł król Fajsal a następcą został jego syn Ghazi I, który rządził tylko do 1939, kiedy to umarł, a nowym królem został jego syn Fajsal II mający wówczas 4 lata. Dopóki nie uzyskał pełnoletności władzę regencką sprawował jego stryj Abd al-Ilah. W 1933 roku miejsce miał nieudany bunt Asyryjczyków zakończony zmasakrowaniem tysięcy cywilnych mieszkańców kraju. W 1935 roku premier kraju został Jasin al-Haszimi będący zwolennikiem panarabizmu. Jego rządy związane były dalszym z ignorowaniem mniejszości etnicznych, represjami opozycji, zwiększeniem siły służb bezpieczeństwa i stłumieniem rebelii szyickiej z 1936 roku oraz powstania jezydów w Dżabal as-Sindżar. Rządy al-Haszimiego zakończył wojskowy zamach stanu z 1936 roku. Przywódca puczu Bakr Sidki misję sformowania rządu przekazał Hikmatowi Sulajmanowi. Rządy Sulajmana charakteryzowały się odrzuceniem panarabizmu i chęcią modernizacji kraju. Liberalne obietnice gabinetu nie zostały jednak spełnione a opozycja i związki zawodowe zostały poddane represjom. Krótkie rządy Sulajmana przerwała interwencja panarabskich wojskowych w 1937.
W czasie II wojny światowej w Iraku pojawiły się silne sympatie proniemieckie. W 1941 roku odbył się nieudany antybrytyjski zamach stanu Al-Gajlaniego w wyniku którego Irak czasowo trafił pod okupację armii brytyjskiej a w 1943 dołączył do koalicji aliantów. Po zakończeniu wojny Irak wziął udział w I wojnie izraelsko-arabskiej (po zakończeniu której z Iraku wyjechało koło 130 tysięcy Żydów). W 1953 król Fajsal II uzyskał pełnoletniość, ale jego stryj-regent nadal starał się wpływać na politykę kraju.
W latach 1948–1958 miało miejsce mnóstwo demonstracji i niepokojów. W ostatnich latach istnienia monarchii irackiej rząd poszerzył w kraju zachodnie – brytyjskie i amerykańskie interesy gospodarcze przyznając tamtejszym firmom koncesje na wydobycie ropy naftowej. W 1955 Irak podpisał pakt bagdadzki, a w 1958 połączył się z Jordanią tworząc Federację Arabską.

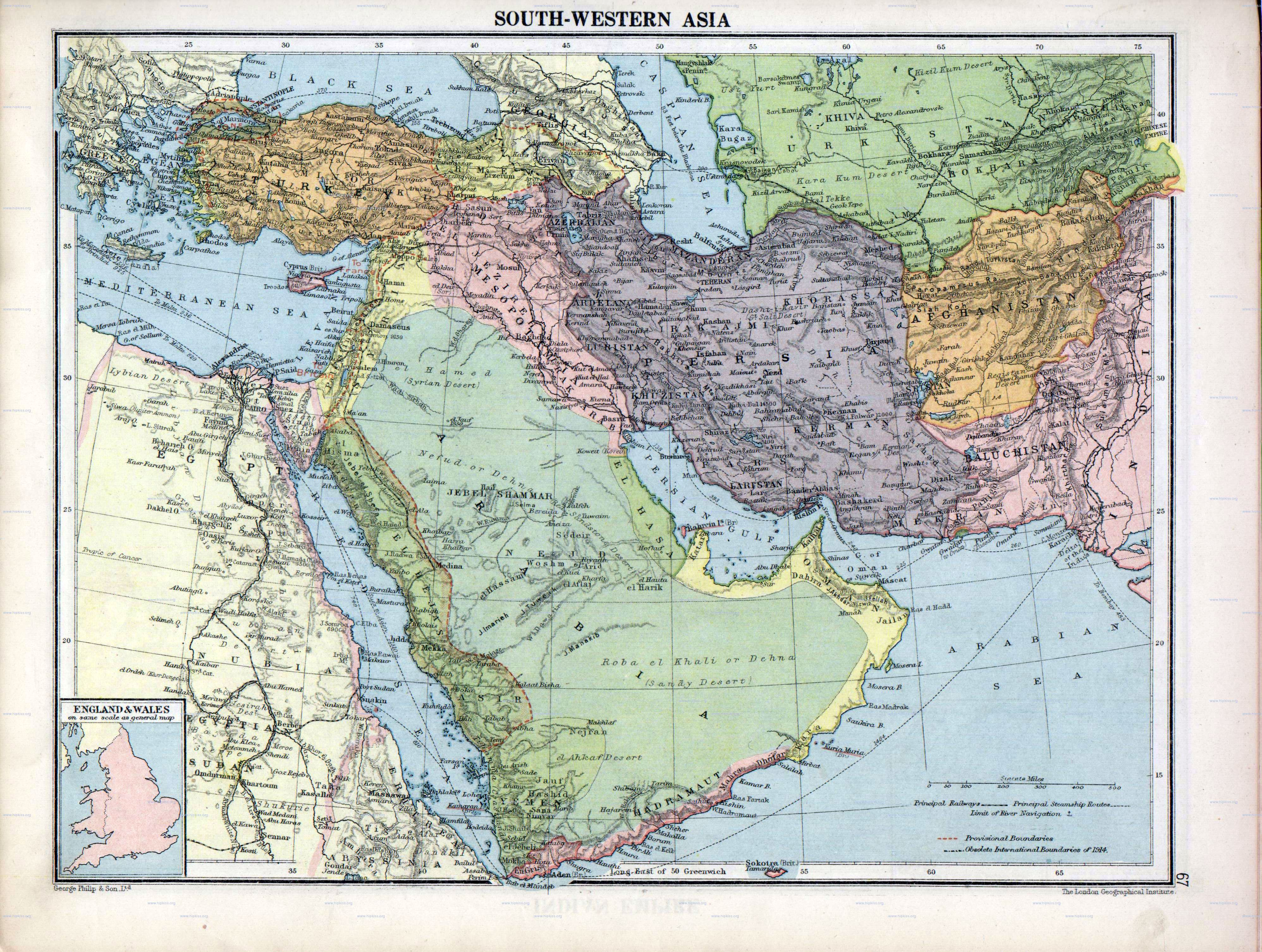
Irak i kraje ościenne w roku 1920

#### Rewolucje 1958 i 1963 roku

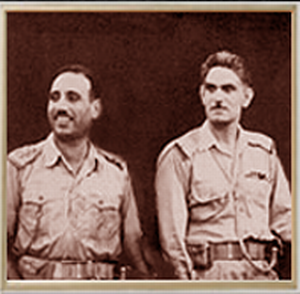
Abd as-Salam Arif i Abd al-Karim Kasim, przywódcy puczu z 1958 roku

W roku 1958 odbył się republikański przewrót wojskowy, w czasie którego na pałacowym podwórzu zastrzelono króla i księcia regenta. Nowy rząd rewolucyjny zniósł instytucje tzw. ancien régime (monarchię i parlament) oraz proklamował republikę i rozwiązał federację z Jordanią. Ustanowiono dyktaturę generała Abd al-Karim Kasima stojącego na czele puczu. Pucz doprowadził do izolacji politycznej Iraku w regionie co skłoniło kraj do poszukiwania nowych sojuszników w bloku wschodnim. W porewolucyjnym rządzie doszło do rozłamu na skutek sporów w kursie polityki zagranicznej Iraku - Kasim opowiadał się za pełną niezależnością kraju, w wojsku istniała natomiast silna sympatyzująca z baasizmem frakcja zwolenników zjednoczenia świata arabskiego pod egidą Egiptu.
Kasima obalono w wyniku przewrotu w roku 1963. Buntownicy kierowali się panarabizmem oraz antykomunizmem (oskarżając Kasima o zbyt dobre relacje z lokalnym ruchem komunistycznym). Na czele puczu stanął jeden z twórców puczu w 1958 roku, Abd as-Salam Arif. Za organizację puczu odpowiedzialne było panarabskie skrzydło wojska i partia Baas. Wojsko wkrótce pozbyło się z rządu radykalnych baasitów a rząd składał się głównie ze zwolenników naseryzmu. W okresie rządów wojskowych trwała walka z partyzantami kurdyjskimi. W 1966 roku władzę objął generał Abd ar-Rahman Arif który aby uspokoić partię Baas tekę premiera dał dotychczasowemu baasiście Tahirowi Jahjiowi. W roku 1967 kraj przystąpił do wojny izraelsko-arabskiej.

#### Rządy Baas

##### W okresie al-Bakra
Rządy Jahji i Arifa nie spełniły jednak oczekiwań partii Baas. Baasiści zorganizowali w 1968 kolejny zamach stanu, w następstwie którego przejęli pełnię władzy. Faktycznym liderem państwa irackiego stał się Ahmad Hasan al-Bakr, który stał się prezydentem, premierem, dowódcą armii oraz przewodniczącym nowo utworzonej Rady Dowództwa Rewolucji. W skład rządu al-Bakra oprócz przedstawicieli partii Baas weszło 9 niezależnych nacjonalistów oraz trzech ministrów kurdyjskich a elita państwa została zdominowana przez świeckich sunnitów. Nowy rząd natychmiast przystąpił do walki z opozycją - represje dotknęły głównie komunistów i inne grupy lewicowe niesprzymierzone z baasizmem w wydaniu al-Bakra. Prześladowania przy entuzjazmie Irakijczyków dotknęły też nieliczną społeczność żydowską po wykryciu przez rząd rzekomego syjonistycznego spisku.
Do 1971 roku al-Bakr i jego kuzyn Saddam Husajn pozbyli się wewnątrzpartyjnej konkurencji co umożliwiło im przeprowadzenie serii wewnętrznych reform obejmujących między innymi reformę rolną i nacjonalizację złóż ropy naftowej i własności zachodnich firm paliwowych. Reformy utrzymane w lewicowym stylu i wprowadzenie Karty Narodowej definiującej system Iraku jako socjalistyczny nie doprowadziły do większego przeobrażenia gospodarki irackiej w której wciąż przeważał wolny rynek. Rząd dzięki zwiększonym przychodom z ropy zmechanizował rolnictwo, utworzył nowe zakłady pracy oraz rozbudował infrastrukturę doprowadzając do wzrostu poziomu życia obywateli.
W pierwszej fazie rządów al-Bakr doprowadził do pogorszenia i w konsekwencji zerwania stosunków dyplomatycznych z Wielką Brytanią i Stanami Zjednoczonymi. Coraz cięższe relacje łączyły przez to Irak z prozachodnimi rządami regionu oraz sąsiednią Syrią (w której co prawda rządził inny odłam partii Baas). Skrajnie negatywne relacje łączyły natomiast relacje na linii Irak-Izrael, które pozostawały szczególnie wrogie po tym gdy w 1973 w trakcie wojny Jom Kipur Irak wysłał jednostki pancerne walczące z izraelską armią a w 1978 al-Bakr potępił egipsko-izraelskie rozmowy pokojowe. Coraz lepsze były natomiast relacje iracko-radzieckie. Układy z ZSRR spowodowały pogorszenie relacji z USA, które zdecydowały się m.in. finansować w latach 1973-1975 kurdyjskich rebeliantów walczących z rządem. Pod wpływem al-Bakra, Irak z czasem oddalił się od ZSRR i rozpoczął proces poprawy stosunków z USA. Po niemalże całkowitym zdystansowaniu się od ZSRR (dzięki szybkiego wzbogaceniu się Irak nie potrzebował już radzieckiej pomocy gospodarczej) kraj prowadził niezależną politykę opierając się głównie na współpracy z Arabią Saudyjską i Kuwejtem, nie rezygnując przy tym z agresywnej retoryki antyizraelskiej.
Najpoważniejszym problemem wewnętrznym Iraku pod rządami al-Bakra w latach 1973-1974 pozostawała kwestia kurdyjska. Kurdowie pod wodzą Mustafy Barzaniego. Walki trwały one do 1975, gdy Iran wycofał się z udzielania Kurdom pomocy na mocy porozumienia w Algierze. Iran w zamian za zrzeczenie się przez Irak prawa do części szlaku wodnego w Szatt al Arab wycofał swoje wsparcie dla Kurdów.

#### W okresie Saddama Husajna
W 1979 roku prezydentem został Saddam Husajn. Przeprowadził on czystkę w szeregach Rady Dowództwa Rewolucji, przeprowadził pogrom komunistów (co doprowadziło do utworzenia komunistycznej partyzantki Al-Ansar) oraz znacząco poprawił relacje Iraku ze światem zachodnim. Na rok po przejęciu władzy przez Saddama Husajna odbyły się pierwsze powszechne wybory, w których kobiety zyskały prawo głosu. W tym samym czasie doszło do znacznego pogorszenia się relacji z Iranem ogarniętym rewolucją islamską.
Iran, chcąc rozszerzyć rewolucję islamską, rozpoczął zaopatrywanie w broń szyitów irackich skupionych w grupach takich jak Zew Islamu. Przez kraj przetoczyła się fala rebelii szyickich i fali zamachów terrorystycznych. W 1980 roku Saddam Husajn przypuścił atak zbrojny na Iran. Podejmując tę decyzję, zamierzał na trwałe rozwiązać na korzyść Iraku długotrwały spór graniczny oraz zawładnąć bogatymi złożami ropy w rejonie Szatt al-Arab, przyłączyć do Iraku Chuzestan, czyniąc tym samym swój kraj nie tylko potęgą regionalną, ale i państwem przewodzącym całemu światu arabskiemu. Zamierzał również położyć kres rewolucji islamskiej i ingerencji Iranu w sprawy wewnętrzne Iraku. Saddam Husajn spodziewał się błyskawicznego zwycięstwa, jednak zamiast tego wojna przeciągnęła się do 1988 i zakończyła brakiem rozstrzygnięcia, przynosząc Irakowi wiele strat i długów.
W trakcie wojny z Iranem Irak korzystał z pomocy Arabii Saudyjskiej, Kuwejtu i Zjednoczonych Emiratów Arabskich, co oznaczało częściowe zrzeczenie się dotychczasowej polityki laickości państwa. Również w 1988 wojsko irackie przeprowadziło przeciwko Kurdom operację Al-Anfal, której ofiarą padło, według różnych źródeł, od 50 tys. do 200 tys. osób.
Próbę zdobycia nowych terenów roponośnych Irak ponowił w sierpniu 1990 roku, kiedy to przypuścił agresję na Kuwejt i początkowo utworzył zależną Republikę Kuwejtu a następnie włączył państwo do Iraku jako prowincję. Choć większość rodaków i przedstawicieli innych Arabów uznało atak za sukces rządu to interwencja nie spodobała się rządom europejskim a także części rządów arabskich. Na podstawie decyzji ONZ-tu wojska z USA, Wielkiej Brytanii i innych państw wyparły latem 1991 siły irackie z Kuwejtu. W odwecie za atak w trakcie wojny rząd Iraku zbombardował kilka miast izraelskich. Na Irak nałożono surowe gospodarcze embargo a kraj znalazł się w dyplomatycznej i ekonomicznej izolacji. Husajn czując, że zagrożone były jego rządy, na nowo wdrożył kampanię terroru i inwigilacji społeczeństwa. Stłumił także powstania szyitów i Kurdów, które wybuchły wiosną 1991, nie zatrzymał jednak ogłoszenia w 1992 roku utworzenia na terenie irackiego Kurdystanu autonomicznego tworu państwowego.
Wraz z międzynarodową blokadą Irak zaczął coraz popadać w kryzys. W 1993 i 1996 lotnictwo amerykańskie zbombardowały irackie wyrzutnie rakietowe na północy kraju, tereny na południu i okolice Bagdadu z powodu nierespektowania przez Irak ustaleń ONZ dotyczących zakazu prowadzenia badań jądrowych i kontroli zbrojeń. Co prawda w 1996 ONZ zezwoliła na eksport ograniczonej ilości ropy naftowej (program „ropa za żywność”) jednak już w 1997 i 1998 Irak uniemożliwił pracę zespołom komisji ONZ ds. rozbrojenia. U progu XXI wiek doszło do liberalizacji systemu politycznego, przeprowadzono reformy konstytucji oraz wprowadzono amnestię dla więźniów.

### XXI wiek (wojna w Iraku)

Saddam Husajn, przywódca kraju w latach 1979-2003

W roku 2003, po długich dyskusjach i pod pretekstem naruszenia przez Irak rezolucji Rady Bezpieczeństwa nr 687 i późniejszych umów ONZ w sprawie zawieszenia broni w 1991 roku, kraj ten zaatakowała kierowana przez USA koalicja niemająca mandatu ONZ, której celem było obalenie Saddama Husajna. Głównym argumentem koalicji, usprawiedliwiającym atak było twierdzenie, że Irak posiada broń chemiczną i biologiczną, a także wspiera terroryzm. 13 lipca 2003 amerykański cywilny administrator Iraku Paul Bremer utworzył Iracką Radę Zarządzającą, do której weszli przedstawiciele najważniejszych żyjących w kraju grup wyznaniowych i etnicznych. Skład Rady nie został wyłoniony w wyborach, lecz ustalony po konsultacjach między Amerykanami i wybranymi formacjami opozycyjnymi. W marcu 2004 roku Tymczasowa Rada Zarządzająca przyjęła tymczasową konstytucję, a w czerwcu 2004 władza w kraju została teoretycznie przekazana Irakijczykom. Rada została rozwiązana, ale wojska koalicji pozostały w Iraku bezterminowo. W Iraku najważniejsze siłą polityczną stali się szyici, wśród których ukształtowały się dwie frakcje: umiarkowane pod przywództwem ajatollaha Ali as-Sistaniego który z entuzjazmem przyjął amerykańską interwencję i określa się jako demokratę oraz skrajnie antyamerykańskie Muktada as-Sadra.
Po obaleniu rządu Saddama Husajna w kraju wybuchła antyamerykańska wojna partyzancka. Główną osią oporu były tereny sunnickie. Na czele powstania stali głównie byli baasiści którzy za swój cel uznali obronę islamu w wydaniu sunnickim. Do powstania przyłączyły się antyamerykańskie formacje szyickie (Armia Mahdiego) sympatyzujące z as-Sadrem. Wkrótce wojna przeciwko Amerykanom przerodziła się w walki pomiędzy grupami sunnickimi i szyickimi w łonie których także dochodziło do animozji.
W styczniu 2005 roku odbyły się wybory parlamentarne zbojkotowane przez większość sunnitów. Wybory wygrał popierany przez as-Sistaniego szyicki Zjednoczony Sojusz Iracki, który zdobył 48% głosów. W kolejnych miesiącach Irak został przekształcony w republikę federacyjną. W nowym państwie sunnici zostali zmarginalizowani politycznie na skutek debasyfikacji oraz padli ofiarą represji ze strony szyitów. Wybory parlamentarne w Iraku w 2010 roku potwierdziły dominację szyitów, po raz kolejny doszło w nich do wykluczenia ze startu wielu działaczy sunnickich.
Po wycofaniu się amerykańskich sił okupacyjnych w grudniu 2011 sytuacja w kraju była daleka od stabilnej a głównym problem były spory na tle religijnym, które targały krajem. Konflikt religijny był obecny także na najwyższych szczeblach władz. Dzień po wycofaniu się ostatniego amerykańskiego żołnierza z Iraku, 19 grudnia 2011, szyickie władze wydały nakaz aresztowania sunnickiego wiceprezydenta Iraku Tarika al-Haszimiego pod zarzutem planowanych zamachów bombowych na rząd Nuri al-Malikiego. Konflikt religijny w Iraku napędzany był ponadto przez wojnę domową w Syrii, gdzie przeciwko rządzącym alawitom walczyli sunnici, w tym radykalne grupy dżihadystyczne z ugrupowaniem Islamskie Państwo w Iraku i Lewancie na czele. Dżihadyści z Islamskiego Państwa w Iraku i Lewancie wykorzystali walki sunnickich plemion przeciwko rządowi w 2013 roku do ataku na tereny irackie. Oddziały dżihadystów opanowały szerokie obszary kraju a po ataku na Mosul, premier Iraku próbował nieudolnie ogłosić stan wyjątkowy. W wyniku ofensywy Islamskiego Państwa w Iraku i Lewancie, Irak de facto rozpadł się na trzy części kontrolowane przez sunnickich dżihadystów, Kurdów i szyickie władze centralne. Sukcesy dżihadystów w Iraku doprowadziły do interwencji w kraju międzynarodowej koalicji przeciwników Państwa Islamskiego.